# Дьяль
Дьяль (угор. Gyál) — місто в центральній частині Угорщини, у медьє Пешт. Населення - 22 195 осіб (2005). Фактично - передмістя Будапешту малоповерхової забудови.

## Галерея

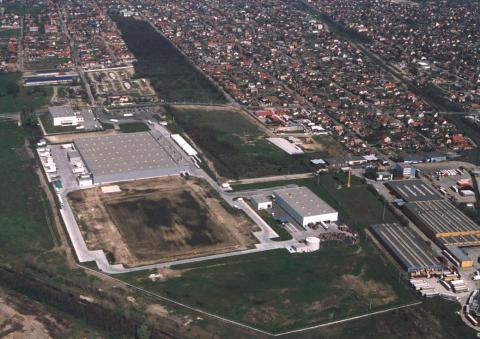
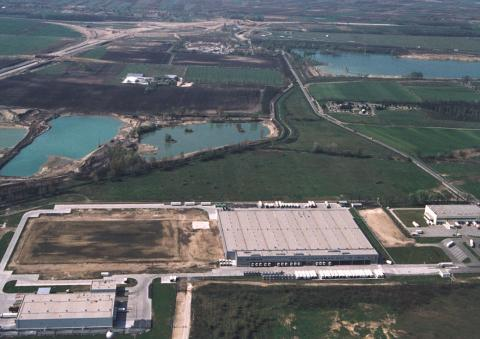
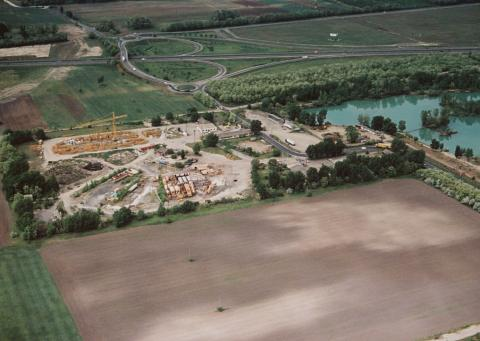

| Угорщина | Це незавершена стаття з географії Угорщини. Ви можете допомогти проєкту, виправивши або дописавши її. |

1. ↑  Magyarország helységnévtára, Detailed Gazetteer of Hungary — KSH, 2024.